# NEO VVL
NEO VVL（NISSAN ECOLOGY Oriented performance Variable Valve Lift and timing）は、日産自動車が開発した4サイクルエンジン用の可変バルブタイミング・リフト機構および、その名称である。

## 概要
ホンダのVTECや三菱のMIVECと同様に、カムシャフトにハイ／ローの2種類のカム駒を設け、そこに接するロッカーアームを設定回転数で切り替え、バルブの開閉タイミングとリフト量を変化させる。
実際のカムシャフトはVTECと同様に低速用に2つ、高速用に1つの計3つのカムプロフィールが備えられており形状はVTECに近いものとなる。ただしロッカーアームの切替機構はVTECがスライドピンにより高速用と低速用ローカーアームを結合するのに対し、NEO VVLではレバーにより高速用ロッカーアームを固定する方式をとっている。
1997年9月に発売されたパルサーに搭載されたSR16VE型 DOHCエンジンに初めてこの機構が採用され、1,600ccの自然吸気エンジンでありながら、200馬力を発生した（VZ-R N1:レース用限定販売。当時のシビックタイプR用B16B型を15馬力上回った）。

## NEO VVL 採用エンジン
NEO VVLが採用されたエンジンは少なく、SRエンジンの3機種にとどまる。
- SR16VE（販売終了）
- SR20VE（販売終了）
- SR20VET（販売終了）

詳細は日産・SRエンジンの項を参照。
2007年6月時点で販売されているNEO VVLエンジン搭載車はエクストレイルのみだったが、SRエンジン自体の排出ガス規制がクリアできないため、同年8月22日のフルモデルチェンジで廃止。以後、NEO VVLエンジン搭載車はなく、消滅した。
現在、日産のリフト量も含めたバルブ可変制御は、リフト量を連続可変としたVVELへと移行している。